# گوشن (ماساچوست)
گوشن، ماساچوست
گوشن(به انگلیسی: Goshen) شهرکی در شهرستان همشایر ایالت ماساچوست می‌باشد که در سال ۱۷۸۱ بنیان‌گذاری شده‌است. این شهرک در سرشماری سال ۲۰۱۰ میلادی، ۱٬۰۵۴ نفر جمعیت داشته‌است.